# برودیفاکوم
برودیفاکوم (به انگلیسی: Brodifacoum) یک ترکیب شیمیایی با شناسه پاب‌کم ۴۱۷۳۶ است. 